# جائزة أستراليا الكبرى 1985
جائزة أستراليا الكبرى 1985 هو سباق فورمولا 1 أقيم بتاريخ 3 نوفمبر 1985 في حلبة أديليد ستريت، جنوب أستراليا. كان السادس عشر من أصل 16 في بطولة العالم لسباقات الفورمولا واحد موسم 1985. حلّ الفنلندي كيكي روزبرغ أولا بينما جاء الفرنسي جاك لافيت في المركز الثاني وحصل على المركز الثالث الفرنسي فيليب ستريف.